# The Blackcoat's Daughter
The Blackcoat's Daughter (även känd under titeln February) är en kanadensisk-amerikansk övernaturlig psykologiskräckfilm från 2015, vars amerikanska biopremiär ägde rum den 31 mars 2017. Filmen är regisserad av Oz Perkins, som även har skrivit filmens manus. Huvudrollerna spelas av Emma Roberts, Kiernan Shipka, Lucy Boynton, Lauren Holly, och James Remar.
Huvudfotograferingen för filmen satte igång i kanadensiska Kemptville i Ontario i februari 2015. Filmmusiken komponerades av singer-songwritern Elvis Perkins, Oz Perkins bror.

## Rollista (i urval)
| Emma Roberts   | – Joan         |
| Kiernan Shipka | – Katherine    |
| Lucy Boynton   | – Rose         |
| Lauren Holly   | – Linda        |
| James Remar    | – Bill         |
| Elana Krausz   | – Ms. Prescott |
| Emma Holzer    | – Lizzy        |